# Augyles hartmanni
Augyles hartmanni là một loài bọ cánh cứng trong họ Heteroceridae. Loài này được Mascagni miêu tả khoa học đầu tiên năm 2003.